# Germarostes excisus
Germarostes excisus är en skalbaggsart som beskrevs av Bates 1887. Germarostes excisus ingår i släktet Germarostes och familjen Hybosoridae. Inga underarter finns listade i Catalogue of Life.